# Леонбергер
Леонбергер (на немски: Leonberger) е едра порода кучета. Произхожда от град Леонберг в югозападна Германия, откъдето идва и името ѝ. Неин създател е тогавашния кмет на града – Хенрих Есиг (1808 – 1889). Кръстосвайки ландсир, санбернар и пиренейско планинско куче, той получава мощно, но добросърдечно куче, станало въплъщение на символа на града – лъв.
Първите леонбергери се появяват през 1846 г. Призната е от Международната федерация по кинология през 1905 г.
Леонбергерите са много мощни кучета с уравновесен темперамент. Могат да се използват като кучета-пазачи, компаньони и семейни кучета.